# Dominique Henry
Dominique Henry, né le 7 août 1967 à Toulouse, est un réalisateur et cadreur de documentaires.

## Biographie
Dominique Henry naît le 7 août 1967 à Toulouse.
Il étudie la biologie avant d'être diplômé de l'INSAS, une école de cinéma bruxelloise. Il réalise depuis des documentaires filmés et radiophoniques en collaboration avec Vincent Detours. Ces documentaires abordent des thématiques liées à la santé et aux droits de l'homme. Dominique Henry est aussi cadreur et a collaboré à de nombreux films et série documentaire.
Dominique Henry réside à Bruxelles

## Filmographie
- 2000 : Mr Scié (co-réalisation Vincent Detours)
- 2002 : Sida, une histoire de l'AZT (co-réalisation Vincent Detours)
- 2004 : Bakoroman
- 2004 : Dr Nagesh (co-réalisation Vincent Detours)
- 2005 : D'un monde à l'autre (Gaël Turine photographe) (co-réalisation Vincent Detours)
- 2007 : Mains-d'œuvre (co-réalisation Vincent Detours)
- 2009 : Demain j'irai mieux (co-réalisation Vincent Detours)
- 2011 : Sous la main de l'autre (co-réalisation Vincent Detours)
- 2014 : Parties civiles (co-réalisation Vincent Detours)
- 2018 : From Toilets to Stages (co-auteur/réalisation Vincent Philippart)
- 2020 : Boxe! (co-réalisation Vincent Detours)
- 2023 : La chute (co-réalisation Vincent Detours)
- 2024 : Notre Kanaal (co-réalisation Els Moors)

## Documentaires radiophoniques
- 2004 : Quand commence la nuit (Cuando empieza la noche)[2]
- 2006 : Bombay! Bombay![3]
- 2015 : Deux sacs de farine[4]
- 2017 : Boxe![5]